# 416
Cette page concerne l'année 416  du calendrier julien. Pour l'année 416 av. J.-C., voir 416 av. J.-C. Pour le nombre 416, voir 416 (nombre).
L'année 416 est une année bissextile qui commence un samedi.

## Événements
- Constance III traite avec Wallia au début de l'année[1]. En échange de livraisons de ravitaillement, Wallia restitue Galla Placidia, fille de Théodose Ier et sœur d'Honorius qu'Alaric Ier avait prise en otage et que son beau-frère Athaulf, mort en 415, avait épousée. Il reçoit de l’empereur 600 000 mesures de blé et lui abandonne l'usurpateur Priscus Attale, qui est pris par Constantius et amené à Ravenne[2].
- 1er mars : un édit d'Honorius accorde l'amnistie générale à tous les sujets de l'Empire qui, menacés par les Barbares ennemis, auraient commis quelque crime pour sauver leur vie[2].
- 28 juin et 6 juillet : jeux donnés à Constantinople pour célébrer la défaite d'Attale [2].
- Les Wisigoths continuent leur conquête de l'Espagne[2]. Leur roi Wallia, à la tête de 100 000 hommes, combat les Alains et les Vandales pour le compte d'Honorius (416-429). Les Vandales Silingues sont exterminés (418), tandis que les Alains, les Suèves et les Vandales Asdingues sont regroupés dans le nord-ouest de la péninsule. Les Suèves en profitent pour étendre leur domination vers le sud, mettant en place un état d’une extrême brutalité.
- L’hérésiarque pélagianiste Julien devient évêque d’Eclanum en Campanie (mort en Orient v. 445)[3].
- Début d'une campagne du général Liu Yu de la dynastie Jin contre les Wei du Nord (fin en 418). En hiver il parvient à reprendre Luoyang, puis entre à Chang'an à la fin de l'année suivante, mettant fin à la dynastie du Qin postérieur. Mais, dès qu'il retire sa principale force, les deux villes sont reprises par les Tabghatch[4].
- Éruption explosive du Krakatoa en Indonésie, qui produit un cataclysme décrit dans le Pararaton, le Livre des Rois de Java oriental (selon certains chercheurs elle aurait pu se produire en 535)[5].

## Décès en 416
- 13 septembre : Huiyuan, moine bouddhique chinois, né en 334[6].